# 라이어게임 O.S.T Part.1
《라이어게임 O.S.T Part.1》은 2014년에 발표한 모던 록 밴드 디어 클라우드의 싱글 앨범이다. 수록곡인  Liar는 2014년 tvN에서 방영된 드라마 라이어게임의 엔딩 삽입곡으로 쓰였다.

## 수록곡
1. Liar
2. Liar (inst.)